# اگین گول
اگین گول (به لاتین: Egiin Gol) یک رود در مغولستان است که در استان بولگن واقع شده‌است.